# Elizabeth Mitchell
För sångerskan, se Liz Mitchell.
Elizabeth Mitchell, född 27 mars 1970 som Elizabeth Joanna Robertson i Los Angeles i Kalifornien, är en amerikansk skådespelerska. 
Hon är mest känd för sin roll som Juliet Burke i TV-serien Lost. Hon har även spelat i filmen Gia mot Angelina Jolie och i TV-serien Cityakuten.

## Filmografi
- 1996 – L.A. Firefighters (TV-serie) (6 avsnitt)
- 1996 – Spejaren (TV-serie) (1 avsnitt)
- 1997 – På heder och samvete (TV-serie) (1 avsnitt)
- 1998 – Gia (TV-film)
- 1998 – Significant Others (TV-serie) (6 avsnitt)
- 1999 – Molly
- 2000–2001 – Cityakuten (TV-serie) (14 avsnitt)
- 2000 – Frequency – Livsfarlig frekvens
- 2001 – Double Bang
- 2000 – Nurse Betty
- 2001 – Hollywood Palms
- 2001 – Spin City (TV-serie) (1 avsnitt)
- 2002 – Nu är det jul igen 2
- 2003 – CSI: Crime Scene Investigation (TV-serie) (1 avsnitt)
- 2003–2011 – Law & Order: Special Victims Unit (TV-serie) (2 avsnitt)
- 2003 – The Lyon's Den (TV-serie) (13 avsnitt)
- 2004 – Boston Legal (TV-serie) (2 avsnitt)
- 2004 – Everwood (TV-serie) (1 avsnitt)
- 2004 – House (TV-serie) (1 avsnitt)
- 2006–2010 – Lost (TV-serie) (57 avsnitt)
- 2006 – Nu är det jul igen 3
- 2006 – Running Scared
- 2009–2010 – V (TV-serie) (22 avsnitt)
- 2011 – Answers to Nothing
- 2014 – Once Upon a Time (TV-serie) (14 avsnitt)
- 2016 – Dead of Summer (TV-serie) (10 avsnitt)
- 2016 – The Purge: Election Year
- 2018–2021 – The Expanse (TV-serie) (12 avsnitt)
- 2019 – Blindspot (TV-serie) (1 avsnitt)
- 2021–2023 – Outer Banks (TV-serie) (9 avsnitt)
- 2021 – The Good Doctor (TV-serie) (1 avsnitt)
- 2022–2023 – Nu är det jul (igen) (TV-serie) (12 avsnitt)